# Sèrie 112 de Renfe
La sèrie 112 de Renfe és un tren d'alta velocitat de l'empresa ferroviària espanyola Renfe Operadora, fabricat per Talgo i Bombardier. És una evolució de la sèrie 102.
Renfe Operadora va encarregar Talgo el 2002 la construcció de setze trens d'alta velocitat, que havien de conformar a la sèrie 102. El contracte es va ampliar amb trenta trens del mateix tipus per les noves línies d'alta velocitat, que en tenir algunes modificacions sobre la sèrie original van ser denominats sèrie 112. Segons l'encàrrec, catorze de les 30 branques havien de ser fabricades als propis tallers de Renfe Integria, pel que han sigut acoblades als tallers de l'estació de Los Prados a Màlaga.
Cada tren es compon de dotze cotxes Talgo 350 i de dues locomotores Bombardier als extrems. El tren suma una potència de 8 MW controlats per transistors bipolars de porta aïllada (IGBT) repartits en vuit motors de sengles megawatts. La sèrie és dissenyada per circular comercialment a 350 km/h, encara que s'ha homologat a 330 km/h. Actualment circula a una velocitat màxima de 300 km/h, ja que no existeixen encara a Espanya sistemes de control de la infraestructura que permetin més. Entre el material rodat l'estat espanyol, és un tren molt lleuger i amb una bona relació potència/pes, el que en fa un tren de poc consum i molt àgil en acceleració.

## Diferències amb la sèrie 102
La major diferència amb la sèrie 102 és l'augment de la capacitat amb 49 places per raó de la substitució dels cotxes de classe preferent per altres de classe turista, en conservar els de classe club. El resultat és de vuit cotxes turista de 292 places i dos per a persones de mobilitat reduïda), tres cotxes business de 71 places i una cafeteria. Altres diferències són el nou disseny dels seients, de color negre, la presència d'endolls estàndard europeus a cada seient, la millor maniobrabilitat per a persones amb mobilitat reduïda i la reducció del pes total del comboi.

## Explotació comercial
La sèrie 112 realitza exclusivament serveis AVE i va ser encarregada per les noves línies d'alta velocitat. No s'espera que substitueixin serveis ja existents. Des de desembre de 2010 cobreixen tots els serveis AVE de la línia d'alta velocitat Madrid-Llevant.
El seu primer viatge en servei comercial va realitzar-se en les línies d'alta velocitat Sevilla-Barcelona i Madrid-Barcelona com trens especials programats per a la celebració de la final de la Copa del Rei de Futbol entre Atlètic de Madrid i Sevilla FC a Barcelona el 19 de maig del 2010. La seva primera línia regular va ser com a segon tren del dia a les línies Barcelona-Sevilla i Barcelona-Màlaga.